# Herb gminy Dębowa Kłoda
Herb gminy Dębowa Kłoda – jeden z symboli gminy Dębowa Kłoda.

## Wygląd i symbolika
Herb przedstawia na tarczy w polu czerwonym wizerunek srebrnego dębu (nawiązanie do nazwy gminy) ze złotymi żołędziami i zielonymi liśćmi, ze złotą beczką na pniu.